# Ted Thorn
Pas d'image ? Cliquez ici

a Compétitions nationales et continentales officielles uniquement.

b Matchs officiels uniquement.
Dernière mise à jour le 4 décembre 2013.
Edward Joseph Thorn dit Ted Thorn, né le 26 juillet 1896 et mort le 5 aout 1985, est un ancien joueur de rugby à XV  international australien évoluant au poste de troisième ligne aile. Il a joué 44 matchs avec l'équipe de Nouvelle-Galles du Sud dont 15 matchs de la période 1922-1926 considérés comme des test matchs internationaux par la fédération australienne de rugby à XV. Il a été capitaine pour 6 des 15 tests disputés.  

## Carrière de joueur
Ted Thorn est né à Sydney en Nouvelle-Galles du Sud aux alentours de 1896. Troisième ligne aile de formation, il comptabilise 15 capes internationales avec la Nouvelle-Galles du Sud, qui constitue à l'époque la sélection australienne de plus haut niveau, la province de l'Est de l'Australie étant la seule à disposer d'un vrai championnat. Il fait ses débuts en test match international en 1922 à l'occasion de la tournée des All Blacks. Lors de la tournée, il participe à trois matchs dont deux victoires
En 1923, il participe à la tournée de la Nouvelle-Galles du Sud en Nouvelle-Zélande. Il joue chacun des dix matchs de la tournée. Malgré le faible bilan de seulement deux victoires, il rentre en Australie avec une réputation intacte. Il participe également aux trois matchs de la Nouvelle-Galles du Sud lors de la tournée des néo-zélandais en Australie de 1924, prenant le capitanat pour le dernier match. En 1925, il est à nouveau capitaine lors des deux premiers tests contre la Nouvelle-Zélande joués en Australie mais manque le troisième match de l'année pour blessure. Lors de la tournée en Nouvelle-Zélande réalisée plus tard la même année, il joue sept matchs, toujours comme capitaine. Néanmoins il doit renoncer à jouer le test prévu contre les All Blacks en raison d'une blessure au poignet. Le capitanat revient alors à Tommy Lawton.
Son frère Joe, bien que de trois ans son cadet, l'a précédé d'un an dans l'équipe de Nouvelle-Galles du Sud.